# William Meyers
William Meyers (Johannesburg, 23 luglio 1943 – 7 maggio 2014) è stato un pugile sudafricano.

## Palmarès

### Olimpiadi
- 1 medaglia:
  - 1 bronzo (Roma 1960 nei pesi piuma)